# Philip Scheffner
Philip Scheffner (* 28. Mai 1966 in Homburg) ist ein deutscher Filmemacher.
Philip Scheffner kam 1986 nach Berlin. Hier wurde er als Film- und Videomacher und Klangkünstler tätig und arbeitet an Projekten zwischen Dokumentarfilm, Essay und Videokunst. Er war Mitglied mehrerer Künstler- und Produzenten-Kollektive. 2001 gründete er mit der Autorin Merle Kröger die Produktionsfirma Pong, seit 2013 pong film GmbH. Seine Filme wurden auf zahlreichen Festivals (u. a. Berlinale) gezeigt und mehrfach ausgezeichnet. Das Berliner Kino Arsenal widmete Scheffner und Kröger im Januar 2021 eine Werkschau.
Seit dem Wintersemester 2021/2022 lehrt Scheffner als Professor in der Fächergruppe Film/Fernsehen der Kunsthochschule für Medien Köln, er wird dort Dokumentarische Praxen – Erzähl-/Mischformen (Dokumentarfilm) unterrichten.

## Filmografie (Auswahl)
- 2003: A/C
- 2007: The Halfmoon Files (Dokumentarfilm)
- 2010: Der Tag des Spatzen (Dokumentarfilm)
- 2012: Revision (Dokumentarfilm)
- 2016: And-Ek Ghes… (Dokumentarfilm)[3]
- 2016: Havarie[4]
- 2022: Europe (Spielfilm)

## Auszeichnungen
- 2012 Fritz-Gerlich-Filmpreis für Revision
- 2016 Preis der deutschen Filmkritik für Havarie (Experimentalfilm)